# Сейсмічність Монголії
Сейсмічність Монго́лії — характеризується помірно високою інтенсивністю, відповідно в межах території країни спостерігаються досить часті і сильні землетруси. 

## Загальна характеристика
У цілому територія Монголії належить до Центральноазіатського складчастого поясу. Потужність земної кори в межах Монголії 40-55 км, при цьому в центральній частині Монголії розташована зона з аномальною мантією, що продовжує на південний захід від Байкалу зону Байкальської системи рифтів. За масштабами сучасної сейсмічності території Монголії займає одне з перших місць серед внутрішньоконтинентальних сейсмічних областей світу.

## Сейсмічна історія
Лише у XX ст. тут сталося понад 70 сильних землетрусів інтенсивністю понад 7-8 балів за шкалою Ріхтера, з них 10 землетрусів силою 10 балів (за шкалою Ріхтера).

## Землетруси минулих століть
Найсильніші землетруси Північно-Хангайський (1905) і Гобі-Алтайський (1957) розкрили (на десятки і сотні км) розломи, що існували раніше.

## Землетруси XXІ століття

### 2018
27 лютого, в західній частині Монголії зафіксовано сильно відчутний (за шкалою інтенсивності МSK-64) землетрус магнітудою 4,4 балів (за шкалою Ріхтера). За даними Алтаї-Саянської філії Геофізичної служби, епіцентр землетрусу знаходився за 40 км від монгольсько-китайського кордону та мав координати 47.17° північ. широти і 91.27° схід. довготи.

### 2020
20 березня, об 11:03 (за місцевим часом), на території Монголії зафіксовано сильно помірний (за шкалою інтенсивності МSK-64) землетрус магнітудою 6,0 балів (за шкалою Ріхтера). За повідомленням сейсмологічної мережі обсерваторії Гонконгу, епіцентр землетрусу знаходився за 360 км на північ від Хамі, недалеко від кордону з Синьцзян-Уйгурським автономним районом (СУАР) Китаю. Глибина залягання гіпоцентру землетрусу — не уточнена.

### 2021
12 січня, о 05:32 (за місцевим часом), на півночі Монголії стався сильно помірний (за шкалою інтенсивності МSK-64) землетрус магнітудою 6,5 балів (за шкалою Ріхтера). За даними Інституту астрономії та геофізики Академії наук країни, епіцентр землетрусу знаходився за 30 км на північний захід від міста Ханх монгольської області Хувсгел. Підземні поштовхи магнітудою від 4 до 6 балів (за шкалою Ріхтера) відчули також мешканці Улан-Батора, Селенге, Орхон і Дархан-Уул. Як повідомило інформаційне агентство Сіньхуа, даних про жертви та руйнування — не надходило.

### 2025
15 лютого, о 03:48:09 (за київським часом), в прикордонному районі РФ/Монголія зафіксовано помірний (за шкалою інтенсивності МSK-64) землетрус магнітудою 5,8 балів (за шкалою Ріхтера). Згідно повідомлення Головного центру спеціального контролю ДКАУ, гіпоцентр землетрусу залягав на глибині 10 км.